# Saison 2025 des Giants de New York
Chronologie
Précédent Suivant
La saison 2025 des Giants de New York est la 101e saison de la franchise au sein de la National Football League.
Il s'agit de la 50e saison jouée au MetLife Stadium à East Rutherford dans le New Jersey et la 4e du tandem Brian Daboll-Joe Schoen (en).
La saison 2025 est également la 1re après le départ du quarterback de Daniel Jones. Pour le remplacer la franchise a acquis via la free agency les quarterback Jameis Winston et Russell Wilson.
Les Giants tenteront d'améliorer leur bilan de 3-14 au terme de la saison 2024, de remporter la Division NFC Est (dernier titre en 2011) et de se qualifier pour la série éliminatoire (dernière participation en 2022).

## Free Agency
Dernière mise à jour le 12 mai 2025

### Joueurs des Giants de 2024
|  | Joueur re signé par les Giants |  | Player ayant signé avec une autre franchise |  | A pris sa retraite de la NFL |

| Poste | Joueur                    | Statut | Date     | Équipe en 2024         | Contrats                |
| ----- | ------------------------- | ------ | -------- | ---------------------- | ----------------------- |
| CB    | Adoree' Jackson (en)      | UFA    | 14 mars  | Eagles de Philadelphie | 1 an                    |
| S     | Jason Pinnock (en)        | UFA    | 12 mars  | 49ers                  | 1 an                    |
| LB    | Azeez Ojulari (en)        | UFA    | 17 mars  | Eagles de Philadelphie | 1 an                    |
| LB    | Patrick Johnson           | UFA    | 14 mars  | Eagles de Philadelphie | 1 an                    |
| QB    | Tim Boyle                 | UFA    | 26 mars  | Titans du Tennessee    |                         |
| QB    | Drew Lock                 | UFA    | 15 avril | Seahawks de Seattle    | 2 ans                   |
| LB    | Isaiah Simmons            | UFA    | 30 avril | Packers de Green Bay   | 1 an                    |
| QB    | Tommy DeVito (en)         | ERFA   | 8 mars   |                        | 1 an, 855 000 $         |
| RG    | Aaron Stinnie (en)        | UFA    | 13 mars  |                        | 1 an                    |
| LS    | Casey Kreiter (en)        | UFA    | 5 mars   |                        | 1 an, 1 422 500 $       |
| WR    | Darius Slayton            | UFA    | 13 mars  |                        | 3 ans, 36 millions de $ |
| P     | Jamie Gillan (en)         | UFA    | 8 mars   |                        | 3 ans, 9 millions de $  |
| TE    | Chris Manhertz (en)       | UFA    | 8 mars   |                        | 1 an, 1 197 500 $       |
| RG    | Greg Van Roten (en)       | UFA    | 12 mars  |                        | 1 an                    |
| WR    | Gunner Olszewski (en)     | UFA    | 12 mars  |                        | 1 an                    |
| WR    | Ihmir Smith-Marsette (en) | UFA    | 12 mars  |                        | 1 an                    |
| LB    | Tomon Fox                 | ERFA   | 7 mars   |                        | 1 an                    |
| LB    | Dyontae Johnson           | ERFA   | 12 mars  |                        | 1 an                    |
| LB    | Ty Summers (en)           | UFA    | 31 mars  |                        | 1 an                    |
| LB    | Matthew Adams (en)        | UFA    |          |                        |                         |
| OT    | Chris Hubbard (en)        | UFA    |          |                        |                         |
| DE    | Elijah Riley (en)         | UFA    |          |                        |                         |
| CB    | Greg Stroman (en)         | UFA    |          |                        |                         |
| DT    | Armon Watts (en)          | UFA    |          |                        |                         |
| CB    | Divaad Wilson (en)        | UFA    |          |                        |                         |

### Joueurs arrivant en 2025
| Poste | Joueur                          | Statut | Date    | Équipe en 2023                | Contrat                 |
| ----- | ------------------------------- | ------ | ------- | ----------------------------- | ----------------------- |
| DT    | Roy Robertson-Harris (en)       | UFA    | 10 mars | Seahawks de Seattle           | 2 ans, 10 million de $  |
| CB    | Paulson Adebo                   | UFA    | 13 mars | Saints de La Nouvelle-Orléans | 3 ans, 54 million de $  |
| S     | Jevon Holland                   | UFA    | 13 mars | Dolphins de Miami             | 3 ans, 45 million de $  |
| DL    | Chauncey Golston (en)           | UFA    | 13 mars | Cowboys de Dallas             | 3 ans, 19 million de $  |
| LB    | Chris Board (en)                | UFA    | 13 mars | Ravens de Baltimore           | 2 ans, 6 millions de $  |
| OT    | James Hudson (en)               | UFA    | 13 mars | Browns de Cleveland           | 2 ans, 11 millions de $ |
| OT    | Stone Forsythe (en)             | UFA    | 13 mars | Seahawks de Seattle           | 1 an                    |
| LB    | Demetrius Flannigan-Fowles (en) | UFA    | 14 mars | 49ers de San Francisco        | 1 an                    |
| DT    | Jeremiah Ledbetter (en)         | UFA    | 14 mars | Jaguars de Jacksonville       | 1 an                    |
| LB    | Victor Dimukeje (en)            | UFA    | 18 mars | Cardinals de l'Arizona        | 1 an                    |
| WR    | Lil'Jordan Humphrey (en)        | UFA    | 21 mars | Broncos de Denver             | 1 an                    |
| WR    | Zach Pascal (en)                | UFA    | 22 mars | Cardinals de l'Arizona        | 1 an                    |
| QB    | Jameis Winston                  | UFA    | 22 mars | Browns de Cleveland           | 2 ans, 8 millions de $  |
| QB    | Russell Wilson                  | UFA    | 25 mars | Steelers de Pittsburgh        | 1 an, 21 millions de $  |

## Draft 2025
| 1 | 3   | Abdul Carter                           | DE                                     | Penn State                             |                                        |                   |                   |                   |
| 1 | 25  | Jaxson Dart (en)                       | QB                                     | Ole Miss                               | Acquis aux Texans                      | Acquis aux Texans | Acquis aux Texans | Acquis aux Texans |
| 2 | 34  | Échangé aux Texans                     | Échangé aux Texans                     | Échangé aux Texans                     | Échangé aux Texans                     |                   |                   |                   |
| 3 | 65  | Darius Alexander (en)                  | DT                                     | Toledo                                 |                                        |                   |                   |                   |
| 3 | 99  | Choix compensatoire échangé aux Texans | Choix compensatoire échangé aux Texans | Choix compensatoire échangé aux Texans | Choix compensatoire échangé aux Texans |                   |                   |                   |
| 4 | 105 | Cam Skattebo (en)                      | RB                                     | Arizona State                          |                                        |                   |                   |                   |
| 5 | 140 | Échangé aux Panthers                   | Échangé aux Panthers                   | Échangé aux Panthers                   | Échangé aux Panthers                   |                   |                   |                   |
| 5 | 154 | Marcus Mbow (en)                       | G                                      | Purdue                                 | Reçu des Seahawks                      |                   |                   |                   |
| 6 | 177 | Échangé aux Bills                      | Échangé aux Bills                      | Échangé aux Bills                      | Échangé aux Bills                      |                   |                   |                   |
| 7 | 219 | Thomas Fidone (en)                     | TE                                     | Nebraska                               |                                        |                   |                   |                   |
| 7 | 246 | Korie Black                            | CB                                     | Oklahoma State                         | Acquis aux Bills                       |                   |                   |                   |

1. 1 2 3  Les Giants ont échangé des choix de 2e tour et de choix de 3e tour 2025 (le 34e et 99e au total) aux Texans de Houston pour obtenir le 25e choix de la draft 2025 et acquérir le quarterback Jaxson Dart.
2. ↑  En 2024, les Giants avaient échangé un choix conditionnel de 5e tour et les choix de 2e et de 5e tour de la draft 2024 aux Panthers de la Caroline contre un choix de 5e tour 2025 et le linebacker Brian Burn.
3. ↑  En 2024, les Giants avaient échangé le defensive lineman Leonard Williams aux Seahawks de Seattle contre un choix de 5e tour de la draft 2025 et un choix de 2e tour de la draft 2024.
4. 1 2  En août 2023, les Giants avaient échangé un choix de 6e tour de la draft 2025 au Bills de Buffalo contre un choix de 7e tour 2025 et le linebacker Boogie Basham (en).

### Agents libres non sélectionnés à la draft
| Joueur                  | Poste | Université                       | Réf.   |
| ----------------------- | ----- | -------------------------------- | ------ |
| Jordan Bly              | WR    | Runnin' Bulldogs de Gardner-Webb | [ 37 ] |
| Beaux Collins (en)      | WR    | Fighting Irish de Notre Dame     | [ 37 ] |
| Ronald "RJ' Delancy III | CB    | Badgers du Wisconsin             | [ 37 ] |
| Makari Paige (en)       | DB    | Wolverines du Michigan           | [ 37 ] |
| Jermaine Terry          | TE    | Beavers d'Oregon State           | [ 37 ] |
| Jaison Williams         | OT    | Penguins de Youngstown State     | [ 37 ] |
| Trace Ford              | DE    | Sooners de l'Oklahoma            | [ 37 ] |
| Dalen Cambre            | WR    | Ragin' Cajuns de Louisiane       | [ 37 ] |
| Da'Quan Felton          | WR    | Hokies de Virginia Tech          | [ 37 ] |
| Nate McCollum           | WR    | Tar Heels de la Caroline du Nord | [ 37 ] |
| Antwane Wells Jr. (en)  | WR    | Rebels d'Ole Miss                | [ 37 ] |
| Tommy McCormick         | S     | Vandals de l'Idaho               | [ 37 ] |
| Rushown Baker           | RB    | Phoenix d'Elon                   | [ 37 ] |
| O'Donnell Fortune       | CB    | Gamecocks de la Caroline du Sud  | [ 37 ] |

## Rencontres

### Inter saison
| Semaines                                        | Dates   | Heures locales | Adversaires                        | Résultats | Résultats | Lieux            | Résumés NFL.com/Statistiques |
| ----------------------------------------------- | ------- | -------------- | ---------------------------------- | --------- | --------- | ---------------- | ---------------------------- |
| Semaines                                        | Dates   | Heures locales | Adversaires                        | Score     | Bilan     | Lieux            | Résumés NFL.com/Statistiques |
| 1                                               | 9 août  | 13:00          | Bills de Buffalo                   | G, 34–25  | 1–0       | Highmark Stadium | Résumé                       |
| 2                                               | 16 août | 19:00          | Jets de New York                   | G, 31–12  | 2–0       | MetLife Stadium  | Résumé                       |
| 3                                               | 21 août | 20:00          | Patriots de la Nouvelle-Angleterre | -         | -         | MetLife Stadium  |                              |
| Bilan de l'avant-saison : 2 victoire, 0 défaite |         |                |                                    |           |           |                  |                              |

### Saison régulière
Le premier tableau indique les adverses des Giants pour la saison 2025 et le deuxième le détail des matchs.
| Catégories                                                           | À domicile                                                        | En déplacement                                                    |
| Adversaires de Division (NFC East)                                   | Cowboys de Dallas Eagles de Philadelphie Commanders de Washington | Cowboys de Dallas Eagles de Philadelphie Commanders de Washington |
| Adversaires de Conférence NFC (NFC North)                            | Packers de Green Bay Vikings du Minnesota                         | Bears de Chicago Lions de Détroit                                 |
| Adversaires de Conférence (basé sur le classement de la saison 2024) | 49ers de San Francisco                                            | Saints de La Nouvelle-Orléans                                     |
| Adversaire Interconférence (AFC West)                                | Chiefs de Kansas City Chargers de Los Angeles                     | Broncos de Denver Raiders de Las Vegas                            |
| Adversaire Interconférence (AFC North)                               | -                                                                 | Patriots de la Nouvelle-Angleterre                                |

| Dates                                                                      | Heure | Matchs                               | Résultats | Bilan de Division | Bilan global | Résumés NFL.com/Statistiques |
| -------------------------------------------------------------------------- | ----- | ------------------------------------ | --------- | ----------------- | ------------ | ---------------------------- |
| 7 septembre                                                                | 13:00 | @ Commanders de Washington           | -         | -                 | -            | [ Vidéo] / [ Stats.]         |
| 14 septembre                                                               | 13:00 | @ Cowboys de Dallas                  | -         | -                 | -            | [ Vidéo] / [ Stats.]         |
| 21 septembre                                                               | 20:20 | Chiefs de Kansas City                | -         | -                 | -            | [ Vidéo] / [ Stats.]         |
| 28 septembre                                                               | 13:00 | Chargers de Los Angeles              | -         | -                 | -            | [ Vidéo] / [ Stats.]         |
| 5 octobre                                                                  | 13:00 | @ Saints de La Nouvelle-Orléans      | -         | -                 | -            | [ Vidéo] / [ Stats.]         |
| 9 octobre                                                                  | 20:15 | Eagles de Philadelphie               | -         | -                 | -            | [ Vidéo] / [ Stats.]         |
| 19 octobre                                                                 | 16:05 | Broncos de Denver                    | -         | -                 | -            | [ Vidéo] / [ Stats.]         |
| 26 octobre                                                                 | 13:00 | @ Eagles de Philadelphie             | -         | -                 | -            | [ Vidéo] / [ Stats.]         |
| 2 novembre                                                                 | 13:00 | 49ers de San Francisco               | -         | -                 | -            | [ Vidéo] / [ Stats.]         |
| 9 novembre                                                                 | 13:00 | @ Bears de Chicago                   | -         | -                 | -            | [ Vidéo] / [ Stats.]         |
| 16 novembre                                                                | 13:00 | Packers de Green Bay                 | -         | -                 | -            | [ Vidéo] / [ Stats.]         |
| 23 novembre                                                                | 13:00 | @ Lions de Détroit                   | -         | -                 | -            | [ Vidéo] / [ Stats.]         |
| 1er décembre                                                               | 20:15 | @ Patriots de la Nouvelle-Angleterre | -         | -                 | -            | [ Vidéo] / [ Stats.]         |
| Semaine de repos                                                           |       |                                      |           |                   |              |                              |
| 14 décembre                                                                | 13:00 | Commanders de Washington             | -         | -                 | -            | [ Vidéo] / [ Stats.]         |
| 21 décembre                                                                | 13:00 | Vikings du Minnesota                 | -         | -                 | -            | [ Vidéo] / [ Stats.]         |
| 27/28 décembre                                                             | A.D.  | @ Raiders de Las Vegas               | -         | -                 | -            | [ Vidéo] / [ Stats.]         |
| 3/4 janvier                                                                | A.D.  | Cowboys de Dallas                    | -         | -                 | -            | [ Vidéo] / [ Stats.]         |
| Bilan de la saison : ? victoires, ? défaites, ? qualifié pour les playoffs |       |                                      |           |                   |              |                              |

Notes
- Les adversaires en matchs de division sont indiqués en gras dans le tableau ;
- Les heures des matchs des semaines 5 à 17 ainsi que les dates des matchs des semaines 12 à 17 penvent être sujet à modification ;
- Les dates et heures des matchs de la semaine 17 seront fixées plus tard dans ma saison ;
- Les dates et heures des matchs de la semaine 18 seront fixées après les matchs de la semaine 17.